# Fireproof Studios
Fireproof Studios Ltd é um estúdio de arte de videogame britânico com sede em Guildford, Inglaterra, fundado em setembro de 2008. Fireproof Games, uma divisão da empresa, atua como desenvolvedora de jogos eletrônicos. A empresa é mais conhecida por sua série de videogames de quebra-cabeça The Room, dos quais o primeiro, The Room (2012), foi eleito o "Melhor Jogo Britânico" no British Academy Games Awards de 2013 e vendeu mais de duas milhões de cópias em maio de 2013.

## História
Fireproof Studios foi fundada em 3 de setembro de 2008 por Christopher Cannon, Tony Cartwright, Mark Hamilton, Barry Meade, David Rack e Damien Leigh Rayfield. Os seis fundadores eram anteriormente empregados pela Criterion Games e se conheceram enquanto trabalhavam em Burnout 3 e desenvolveram a ideia de trabalhar em equipe durante o trabalho em Burnout Paradise.
O estúdio pretendia ser um estúdio de arte freelance, mas eventualmente começou a criar seus próprios jogos. Fireproof Studios credita a criadora de LittleBigPlanet, Media Molecule, que terceirizou a criação da arte para a DLC de LittleBigPlanet e LittleBigPlanet 2 para Fireproof Studios, como uma grande ajuda durante os primeiros dois anos. Fireproof Studios trabalhou em estreita colaboração com a Guerrilla Games para fornecer a arte para níveis multijogador em Killzone: Shadow Fall e Killzone: Mercenary. Fireproof Studios também contribuiu com arte e recursos para Ridge Racer Unbounded, a série DJ Hero e Kinect Sesame Street TV.
Em 2012, Fireproof Studios abriu uma divisão, Fireproof Games, que se concentraria no desenvolvimento de jogos eletrônicos.  Seu primeiro jogo foi The Room, e desde então eles desenvolveram três sequências para o jogo em 2018, aumentando sua equipe para cerca de 17 funcionários. Eles também estão trabalhando em um novo título não relacionado aos jogos The Room.

### Série TheRoom
O principal produto da Fireproof foi uma série de jogos de quebra-cabeça chamados The Room. Em 2020, havia cinco títulos da série, lançados para dispositivos móveis (iOS e Android) pela primeira vez, e lançado para Microsoft Windows e Nintendo Switch, com o jogo mais recente sendo lançado exclusivamente para realidade virtual.
Cada jogo não VR envolve uma série de caixas de quebra-cabeças virtuais altamente detalhados, onde o jogador vê de uma perspectiva de primeira pessoa, dando-lhes a capacidade de aumentar e diminuir o zoom e mover ao redor da caixa de quebra-cabeça para localizar seus recursos. Cada caixa de quebra-cabeça exige que o jogador manipule elementos na caixa para acessar esconderijos ou mecanismos ocultos para se explorar mais o conteúdo de cada caixa. A manipulação desses elementos se dá pela tela sensível ao toque do dispositivo (ou no caso do Windows, pela interface do mouse), como puxadores giratórios ou caixas deslizantes. O mito do jogo envolve um quinto elemento clássico chamado "Nulo", que pode dobrar a realidade e deformar a mente das pessoas em contato com ele. Algumas partes dessas caixas são construídas com o Nulo. O jogador pode tocar em um ícone especial para usar uma ocular que a permite ver o Nulo para descobrir informações escondidas ou manipular partes da caixa-segredo. Cada jogo da série geralmente contém vários quebra-cabeças, com uma narrativa do jogador seguindo os passos de alguém que já havia entrado em contato com o Nulo, deixando notas que se tornam cada vez mais confusas com cada quebra-cabeça.
O primeiro jogo, The Room, levou seis meses para ser desenvolvido e foi lançado em setembro de 2012 pela Fireproof Games. Foi apresentado como escolha do editor em seu lançamento e mais tarde nomeado o Jogo do Ano para iPad de 2012. No British Academy Video Games Awards de 2012, The Room ganhou o prêmio de Melhor Jogo Britânico, além de ser nomeado nas categorias Mobile & Handheld, Artistic Achievement e Debut Game. Em maio de 2013, The Room vendeu mais de duas milhões de cópias.
Após o sucesso do primeiro jogo, eles começaram o desenvolvimento de uma sequência, The Room Two, lançado no iPad em 12 de dezembro de 2013. Fireproof Games lançou The Room Two para dispositivos iOS e Android no início de 2014.
Uma segunda sequência, The Room Three, foi lançada para dispositivos móveis em novembro de 2015. Em agosto de 2017, a Fireproof Games informou em sua rede social que "não tinha planos imediatos" de trazer o jogo para o Microsoft Windows, como fizeram com os episódios anteriores, mas posteriormente se corrigiram dizendo que estavam "esperando fazer isso" na segunda metade de 2018.  A versão para PC foi lançada posteriormente em 13 de novembro de 2018. 
A terceira sequência, The Room: Old Sins, foi lançada pela primeira vez para dispositivos móveis no iOS em 25 de janeiro de 2018; a versão do Android foi lançada em 19 de abril de 2018.  Foi lançada no Windows em 11 de fevereiro de 2021.
The Room VR: A Dark Matter foi lançado em 26 de março de 2020. Um jogo de realidade virtual compatível com dispositivos Oculus VR, Steam VR e PlayStation VR, The Room VR apresenta novos quebra-cabeças com o jogador capaz de manipulá-los através de controles de VR e explorar ambientes.

## Jogos desenvolvidos
- The Room (2012)
- The Room Two (2013)
- The Room Three (2015)
- Agente Omega (2015)
- The Room: Old Sins (2018)
- The Room VR: A Dark Matter (2020)